# Lawa Lawa Luo Gomo
Lawa Lawa Luo Gomo is een bestuurslaag in het regentschap Nias Selatan van de provincie Noord-Sumatra, Indonesië. Lawa Lawa Luo Gomo telt 1318 inwoners (volkstelling 2010).